# Saint-Gildas
Saint-Gildas (tiếng Breton: Sant-Weltaz) là một xã của tỉnh Côtes-d’Armor, thuộc vùng Bretagne, tây bắc Pháp.

## Dân số
Người dân ở Saint-Gildas được gọi là Gildasiens.